# Tomáš Etzler
Tomáš Etzler (* 1. dubna 1963 Ostrava) je bývalý český novinář, který v letech 2007 až 2010 působil jako stálý zpravodaj České televize v Číně a v letech 2010 až 2014 pracoval z Hongkongu. Je prvním Čechem oceněným cenou Emmy, kterou získal jako člen produkčního týmu CNN za testování satelitního přenosu dat.
Je starším bratrem herce Miroslava Etzlera.

## Život
Vystudoval zeměpis a tělocvik na Pedagogické fakultě v Ostravě. Od roku 1987 byl dramaturgem zábavných pořadů ostravského studia Československé televize. V roce 1991 opustil svou ženu a desetiletého syna a odešel do USA, kde se osm let živil jako umývač oken, barman či zahradník.
V roce 1999 mu byla nabídnuta práce v CNN, kterou přijal a začal pracovat jako řidič a později jako editor zpráv. Poté působil jako produkční CNN na Haiti, v Iráku a v Afghánistánu.
V září 2008 byl jako první Čech oceněn za svou práci produkčního v týmu CNN, který získal cenu Emmy za aplikaci satelitních přenosů pomocí technologie BGAN. Tato technologie umožňuje mobilní živé vstupy bez přenosových vozů.
V roce 2006 dal v CNN výpověď a poté do roku 2010 žil v Pekingu, kam se přestěhoval za svou třetí manželkou, zpravodajkou švýcarské televize Barbarou Lüthiovou, se kterou zpočátku spolupracoval jako její kameraman. Od 1. ledna 2007 byl prvním stálým zpravodajem České televize v Číně a po souhlasu švýcarské i České televize spolupracoval s manželkou na reportážích pro obě média. V roce 2010 následoval svou manželku do Hongkongu, odkud nadále pracoval pro Českou televizi. Ačkoliv oficiálním sídlem zpravodaje byl Peking, působil Etzler převážně v Hongkongu. Reportáže natáčel po celé Číně, v souvislosti s čínskými tématy se vydal také na Tchaj-wan, Filipíny a do Austrálie. Dne 1. března 2014 ho na postu v Hongkongu vystřídala Barbora Šámalová. Komparativní analýza výstupů obou zpravodajů ČT poukázala v diplomové práci Kláry Schwarzové na to, že neproběhlo předání důležitých kontaktů v Číně a upozornila na odlišnost stylu práce, frekvence reportáží a výběru témat.
Dle svých vlastních slov Etzler v Číně trpěl více než ve válečných zónách. Tvrdí, že v Číně není kultura ani hory, a propadl tam alkoholu. Čínu vnímá jako „nekulturní, nepřátelský svět“. Přiznal také, že v zemi zůstával i z finančních důvodů, protože si tam dle vlastních slov vydělal více než jako produkční CNN ve válečných zónách. Za dobu svého působení v Číně připravil a prezentoval skoro pět set reportáží nebo živých vstupů. Během svého působení v Pekingu byl vybaven technikou ze CNN, s níž nadále spolupracoval jako produkční na volné noze, a čerpal i ze spolupráce se svou manželkou, zkušenou švýcarskou korespondentkou se znalostí Číny. Při ukončení své mise mimo jiné uvedl: „Chci poděkovat i za volnost, kterou jsem měl při výběru témat reportáží, a za naprostou editorskou svobodu při jejich zpracování.“
Přestože Peking opustil už v roce 2010, tvrdí, že ještě v roce 2021 trpí “post-traumatickým syndromem” a “syndromem vyhoření” z pobytu v Číně, ze kterého se léčí svou tvorbou a besedami se svými čtenáři. Po návratu z Hongkongu jezdil do Číny natáčet videa pro švýcarské a české firmy a neúspěšně se snažil působit jako poradce pro podnikání v Číně. Od roku 2017 se živí příležitostnými přednáškami. Financují ho též jeho čtenáři a diváci v rámci veřejných sbírek.
V roce 2020 a 2021 se vulgárním způsobem vymezoval vůči člence Rady ČT Haně Lipovské a prezidentovi ČR Miloši Zemanovi.

## Dílo
Knihy:
- Kdo ví, kde budu zítra, kniha ve formě rozhovorů, spoluautor Jindřich Šídlo, 2019
- Novinářem v Číně: Co jsem to proboha udělal?, autobiografie mapující sedm let života v Asii, 2021
- Novinářem v Číně 2: Nezešílet!, pokračování autobiografie, 2023

Film:
- Nebe, celovečerní dokumentární film, scénář a režie: Tomáš Etzler a Adéla Špaljová, 2021[14]